# Zebrus zebrus
Zebrus zebrus е вид лъчеперка от семейство Попчеви (Gobiidae), единствен представител на род Zebrus.

## Разпространение
Видът е разпространен в Албания, Алжир, Босна и Херцеговина, Гибралтар, Гърция (Егейски острови и Крит), Испания (Балеарски острови и Северно Африкански територии на Испания), Италия (Сардиния и Сицилия), Малта, Мароко, Монако, Португалия, Словения, Тунис, Турция, Франция (Корсика), Хърватия и Черна гора.